# Charaxes caeruleotincta
Charaxes caeruleotincta är en fjärilsart som beskrevs av Carpenter 1945. Charaxes caeruleotincta ingår i släktet Charaxes och familjen praktfjärilar. Inga underarter finns listade i Catalogue of Life.